# Hyperbolický kotangens

coth(x)

Hyperbolický kotangens je hyperbolická funkce. Značí se coth(x).

## Definice
Hyperbolický kotangens je definován pomocí hyperbolického kosinu a hyperbolického sinu, přičemž
{\displaystyle \sinh x={\frac {e^{x}-e^{-x}}{2}}}  a  {\displaystyle \cosh x={\frac {e^{x}+e^{-x}}{2}}}, kde e je Eulerovo číslo.   
Tedy  {\displaystyle \coth x={\frac {\cosh x}{\sinh x}}={\frac {e^{x}+e^{-x}}{e^{x}-e^{-x}}}} {\displaystyle ={\frac {e^{2x}+1}{e^{2x}-1}}={\frac {1+e^{-2x}}{1-e^{-2x}}}}
Hyperbolický kotangens lze rovněž definovat pomocí imaginárního úhlu jako:
{\displaystyle \coth x=i\cot(ix)}, kde i je imaginární číslo definované jako {\displaystyle i^{2}} = −1.
Inverzní funkcí k hyperbolickému kotangens je hyperbolometrická funkce argument hyperbolického kotangens (argcoth x).

## Vlastnosti
- Hyperbolický kotangens je lichá funkce, je tedy splněna podmínka:

{\displaystyle \coth(-x)=-\coth(x)}
- Definiční obor funkce coth(x):

{\displaystyle \mathbb {R} -\{0\}}
- Obor hodnot funkce coth(x):

{\displaystyle (-\infty ;-1)\cup (1;\infty )}

### Vzorečky
{\displaystyle \coth ^{2}x=1+\operatorname {csch} ^{2}x}, kde funkce csch je funkce kosekans 
{\displaystyle \coth(2x)={\frac {1+\coth ^{2}(x)}{2\coth(x)}}}
{\displaystyle \coth(x+y)={\frac {\coth(x).\coth(y)+1}{\coth(y)+\coth(x)}}}

### Derivace
{\displaystyle {\frac {d}{dx}}\coth x=1-\coth ^{2}x=-{\hbox{csch}}^{2}x=-1/\sinh ^{2}x\,}

### Integrál
{\displaystyle \int \coth x\,dx=\ln(\sinh x);x>0}
{\displaystyle \int \coth x\,dx=\ln(-\sinh x);x<0}